# 布瓦伊蒙
布瓦伊蒙（法語：Bois-Himont，法語發音：[bwa imɔ̃]）是法国滨海塞纳省的一个市镇，属于鲁昂区。

## 地理
布瓦伊蒙（49°35'5"N, 0°42'7"E）面积5.84 平方千米，位于法国诺曼底大区滨海塞纳省，该省份为法国北部沿海省份，其西部及北部濒大西洋英吉利海峡，东起顺时针与索姆省、瓦兹省、厄尔省和卡爾瓦多斯省接壤。
与布瓦伊蒙接壤的市镇（或旧市镇、城区）包括：欧兹博斯克、卢沃托、莫莱夫里耶-圣热特吕德、圣欧班德克雷托、圣吉勒德克雷托、瓦利凯维尔。
布瓦伊蒙的时区为UTC+01:00、UTC+02:00（夏令时）。

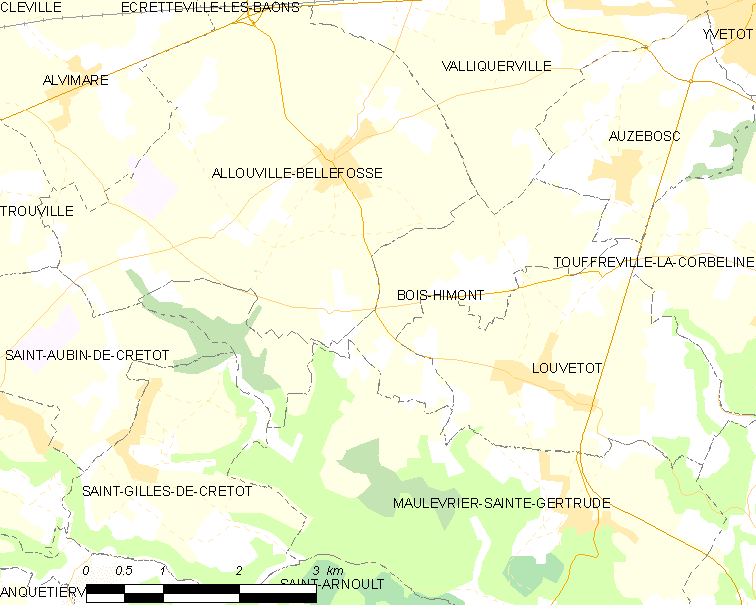
布瓦伊蒙的OSM定位图

## 行政
布瓦伊蒙的邮政编码为76190，INSEE市镇编码为76110。

## 政治
布瓦伊蒙所属的省级选区为伊沃托县。

## 人口

1962-2008年间布瓦伊蒙人口变化图示

布瓦伊蒙于2022年1月1日时的人口数量为447人。